# The War Report
The War Report is het eerste studioalbum van het Amerikaanse hiphopduo Capone-N-Noreaga, bestaande uit N.O.R.E. en Capone. Het album wordt algemeen beschouwd als een klassieker binnen de mafioso rap, een sub-genre binnen de gangstarap.

## Nummers
| #  | Titel                               | Producer(s)                             | Gastartiest                                                    | Duur |
| -- | ----------------------------------- | --------------------------------------- | -------------------------------------------------------------- | ---- |
| 1  | "Intro"                             | Charlemagne                             |                                                                | 1:32 |
| 2  | "Bloody Money"                      | EZ Elpee                                |                                                                | 4:33 |
| 3  | "Driver's Seat"                     | Nashiem Myrick & Carlos "6 July" Broady | Imam T.H.U.G. & Busta Rhymes                                   | 3:40 |
| 4  | "Stick You"                         | Naughty Shorts                          | Tragedy Khadafi                                                | 4:43 |
| 5  | "Parole Violators"                  | Tragedy Khadafi                         | Havoc & Tragedy Khadafi                                        | 2:30 |
| 6  | "Iraq (See the World)"              | EZ Elpee                                | Castro, Musaliny (From Musaliny-N-Maze), Mendosa & Troy Outlaw | 5:33 |
| 7  | "Live On, Live Long"                | Naughty Shorts                          |                                                                | 4:50 |
| 8  | "Neva Die Alone"                    | Buckwild                                | Tragedy Khadafi                                                | 3:23 |
| 9  | "T.O.N.Y. (Top of New York)"        | Nashiem Myrick & Carlos "6 July" Broady | Tragedy Khadafi                                                | 4:28 |
| 10 | "Channel 10"                        | Lord Finesse                            | Tragedy Khadafi                                                | 3:21 |
| 11 | "Capone Phone Home" (interlude)     |                                         |                                                                | 1:43 |
| 12 | "Thug Paradise"                     | D-Moet                                  | Tragedy Khadafi                                                | 3:30 |
| 13 | "Capone Bone"                       | Marley Marl                             |                                                                | 3:37 |
| 14 | "Halfway Thugs"                     | Charlemagne                             |                                                                | 3:13 |
| 15 | "L.A., L.A."                        | Marley Marl, J. Force                   | Mobb Deep & Tragedy Khadafi                                    | 4:49 |
| 16 | "Capone-N-Noreaga Live" (interlude) |                                         |                                                                | 2:43 |
| 17 | "Illegal Life"                      | Tragedy Khadafi, Havoc                  | Havoc                                                          | 3:49 |
| 18 | "Black Gangstas"                    | Buckwild                                | Tragedy Khadafi                                                | 2:59 |
| 19 | "Closer"                            | DJ Clark Kent                           | Nneka                                                          | 4:04 |
| 20 | "Capone Phone Home" (outro)         |                                         |                                                                | 1:33 |